# Медіакритика
Медіакритика — галузь гуманітарного знання, що вивчає буття, культуру, еволюцію мас-медіа в площині людської взаємодії і людську взаємодію в контексті реальності, яку відбивають мас-медіа.
Медіакритика виникає на межі таких наук, як соціологія, філософія, соціальна психологія, теорія масової комунікації, теорія журналістики, і стає міждисциплінарним комплексом теоретико-методологічних гіпотез, що претендують на різнобічне розуміння медій.
Медіакритика (медійна критика, критика засобів масової комунікації) — це сегмент журналістики, що аналізує та оцінює медійний продукт. Її предметом може бути і форма, і зміст медійного продукту, а також тенденції та обставини його виробництва, їхнє значення, вплив на суспільство, взаємодія з ним тощо. Жанрові й тематичні межі медіакритики розмиті: вона межує з критикою різних родів мистецтва, політичною та соціальною публіцистикою, есеїстикою, навіть художньою літературою. Не намагатимемося тут класифікувати медійну критику за тематикою чи родом медіа, продукт якого вона оцінює (телебачення, радіо, преса, інтернет, реклама тощо), адже в цьому разі ми отримали б величезну множину нестійких, змінних різновидів. Зазначимо лишень, що в Україні та загалом на пострадянському просторі традиційно розвиненіша критика телебачення («телекритика»), в тому числі телевізійного кіно та реклами; меншою мірою — друкованих ЗМІ та радіо; критика онлайн-видань, сайтів та new media поширена переважно в інтернеті, зокрема у блогосфері.